# Бествіна (гміна)
Гміна Бествіна (пол. Gmina Bestwina) — сільська гміна у південній Польщі. Належить до Бельського повіту Сілезького воєводства.
Станом на 31 грудня 2011 у гміні проживало 10942 особи.

## Територія
Згідно з даними за 2007 рік площа гміни становила 37.55 км², у тому числі:
- орні землі: 65.00%
- ліси: 11.00%

Таким чином, площа гміни становить 8.21% площі повіту.

## Населення
Станом на 31 грудня 2011:
| Опис     | Загалом | Загалом | Чоловіки | Чоловіки | Жінки | Жінки |
| -------- | ------- | ------- | -------- | -------- | ----- | ----- |
| одиниця  | осіб    | %       | осіб     | %        | осіб  | %     |
| все      | 10942   | 100     | 5380     | 49.17    | 5562  | 50.83 |
| міське   | 0       | 100     | 0        |          | 0     |       |
| сільське | 10942   | 100     | 5380     | 49.17    | 5562  | 50.83 |

## Сусідні гміни
Гміна Бествіна межує з такими гмінами: Вілямовіце, Медзьна, Пщина, Чеховіце-Дзедзіце.